# باتريك ميرفي (مغني)
باتريك ميرفي (بالإنجليزية: Patrick Murphy)‏ هو مغني أيرلندي، ولد في 20 أكتوبر 1970 في جزيرة أيرلندا في جمهورية أيرلندا.

## وصلات خارجية
- باتريك ميرفي على موقع IMDb (الإنجليزية)
- باتريك ميرفي على موقع ميوزك برينز (الإنجليزية)
- باتريك ميرفي على موقع ديسكوغز (الإنجليزية)